# Chiesa dei Santi Leonzio e Carpoforo (Magrè di Schio)
La chiesa dei Santi Leonzio e Carpoforo è  il principale edificio sacro di Magrè, comune autonomo sino al 1928 ed oggi frazione di Schio.

## Storia
Sebbene relativamente recente, la attuale chiesa principale di Magrè è il frutto di varie ricostruzioni dei luoghi dedicati al culto dovute al lento, ma costante, aumento della popolazione della parrocchia nel corso dei secoli.
La prima chiesa di Magrè, pur essa dedicata ai santi Leonzio e Carpoforo e risalente ai secoli XI o XII, sorgeva , con l'annesso cimitero, sulle pendici del monte Raga. Con il passare dei secoli, nonostante gli ampliamenti e migliorie, la vecchia chiesa diventò insufficiente a causa dell'aumento della popolazione, ma soprattutto diventò poco accessibile a causa del progressivo spostamento del centro del paese verso la pianura sottostante: si edificò pertanto un secondo e più capiente edificio sacro nel nuovo centro del borgo; la chiesa, dedicata a san Benedetto, fu realizzata nei primi anni del XV secolo e, pur non venendo mai eretta a sede parrocchiale (il titolo rimase alla vecchia chiesa del cimitero), divenne di fatto la principale chiesa di Magrè. 
Nel primo Ottocento anche la chiesa di san Benedetto diventò troppo piccola per soddisfare le esigenze della popolazione in costante aumento. Scartata l'ipotesi di ampliare la chiesa esistente, si optò per erigere un nuovo e più adeguato edificio in un'area poco distante, con contemporanea demolizione del precedente luogo di culto, oramai diventato inutile. 

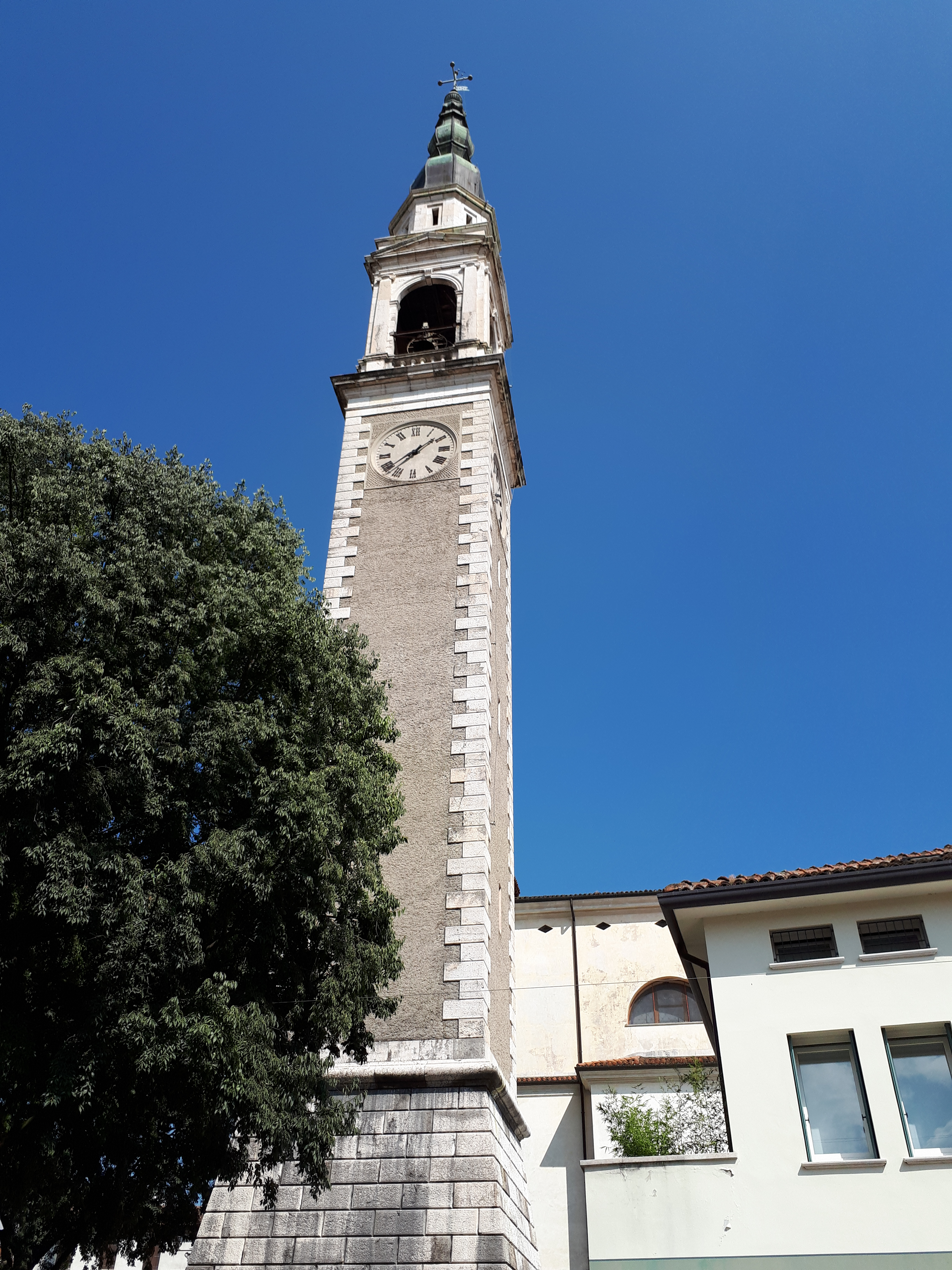
Il campanile della chiesa

La nuova chiesa, forse progettata dall'ingegner Antonio Breganze, edificata in sette anni e completata nel 1854, dedicata ai santi Leonzio e Carpoforo (come la antica chiesa del cimitero che venne distrutta al termine della seconda guerra mondiale dai tedeschi in fuga), venne consacrata nello stesso anno dal vescovo di Treviso Giovanni Antonio Farina e fu eretta a sede della parrocchia di Magrè; all'interno della chiesa un'iscrizione ricorda la consacrazione dell'edificio: ILL(USRISSIMUS) AC REV(ERENDISSIMUS) D(OMINUS) D(OMINUS) ANTONIUS FARINA TARVISNUS PRO EPIS(COPO) VICEN(ENTINO) IO(ANNE) IOS(EPH) CAPPELLARI ECCL(ESIAM) HANC SOLEM(N) DEDICAVIT X KAL(ENDAS) NOVEMBRIS MDCCCLIV (traduzione:L'illustrissimo e reverendissimo signore mons. Antonio Farina, vescovo di Treviso, per il vescovo di Vicenza Giovanni Giuseppe Cappellari dedicò solennemente questa chiesa il 23 ottobre 1854). Nel 1911 furono completati i lavori di costruzione del campanile a fianco della chiesa, progettato dall'ingegner Giovanni Battista Saccardo, con il contributo di altri progettisti per la realizzazione della cuspide e della cella campanaria.
Negli anni ottanta la chiesa subì un importante e radicale restauro.

## Descrizione

### Esterni
La facciata della chiesa presenta un tradizionale impianto neoclassico, tipica espressione dell'edilizia sacra ottocentesca: sopra un alto zoccolo si elevano quattro semicolonne ioniche, che sostengono un timpano coronato da statue provenienti dalla precedente chiesa di san Benedetto (il Redentore al centro, San Benedetto a destra e San Zeno sulla sinistra). Negli spazi tra le colonne due nicchie custodiscono altrettante statue dedicate ai titolari della chiesa (opere ottocentesche di Valentino Zajec), mentre al centro si apre il portale coronato da un timpano. In alto, sopra una fascia marcapiano si distinguono due bassorilievi ai lati e una tabella dedicatoria al centro.
La fiancata destra dell'edificio è decorata con una meridiana realizzata durante i restauri degli anni ottanta.
Sempre sulla destra della chiesa, ma in posizione più avanzata, si eleva il campanile, alto 65 metri; questo, ornato da un orologio, è concluso da una cuspide dalle forme sinuose e conserva quattro campane di recente realizzazione (tre del 1932 e una del 1983).

### Interno
La chiesa dei santi Leonzio e Carpoforo è costituita da una singola navata, ritmata da lesene ioniche. Otto altorilievi in pietra, realizzati nel 1939/40 da Angelo Gresele, raffiguranti episodi dell'Antico e del Nuovo Testamento, ornano in posizione angolare la parte superiore dell'aula. Di fattura posteriore invece le sculture dei quattro angeli laterali, ospitate in tribune provenienti dalla precedente chiesa di san Benedetto, così come l'acquasantiera del XVII secolo.
Entrambe le pareti laterali sono ornate da due altari: a sinistra quello dedicato a san Giuseppe (con scultura del 1940 di Romano Cremasco) e quello dell'Immacolata, del 1728 e di notevole fattura; sulla parete di destra gli altari dedicati a sant'Antonio Abate (scultura di Giorgio Cremasco) ed al Sacro cuore di Gesù, quest'ultimo presenta molte similitudini con l'altare barocco dell'Immacolata. Tutti gli altari provengono dalla vecchia chiesa di san Benedetto. Il soffitto della navata conserva il grande dipinto del 1897 l'Apoteosi dei santi Leonzio e Carpoforo, opera di Alberto Boschetti. Sulla parete di sinistra la tela San Zeno in contemplazione della Madonna, proveniente da un altro edificio di culto di Magrè e forse attribuibile a Costantino Pasqualotto e l'antico fonte battesimale in pietra del XI secolo proveniente dall'antica chiesa dei santi Leonzio e Carpoforo, distrutta nel 1945.
Una breve scalinata separa l'aula dal presbiterio, dove si trova il moderno altare maggiore, costruito utilizzando parti provenienti da san Benedetto (la mensa con il paliotto ed il tabernacolo). La zona del presbiterio è ornata con dipinti di Giuseppe Pupin risalenti al 1862:  Martirio dei santi Leonzio e Carpoforo, gli Evangelisti e Dio Padre; e di Giuseppe Faccin: Gesù tra i fanciulli e L'ultima cena (1900). Sulla sinistra si può accedere al piccolo ambiente della Cappella Eucaristica: il soffitto è decorato da un affresco di Giuseppe Pupin raffigurante Cristo attorniato dai fanciulli dentro ad un ovale. L'altare, realizzato recuperando parti del vecchio altare di san Benedetto, conserva un paliotto del XVI secolo di autore anonimo proveniente dalla chiesa di san Zeno a Magrè.